# Tronco Principal Sul
O Tronco Principal Sul da RFFSA é uma ferrovia longitudinal brasileira, em bitola métrica, localizada na Região Sul do país. A ferrovia liga a Estação Pinhalzinho (antigo fim da malha da FEPASA), na divida dos estados de São Paulo e Paraná, com a Estação General Luz da Linha Porto Alegre-Uruguaiana, na Região Metropolitana de Porto Alegre, no Rio Grande do Sul. A ferrovia faz parte da Malha Sul, da antiga RFFSA, que atualmente está sob concessão da Rumo Logística.

## Características
Projetada desde a década de 1930 para fins logísticos estratégicos do país, a nova ferrovia ligando o Sul ao Sudeste do Brasil começou a ser construída em 1952, sendo inaugurada em 1969 ligando a estação de Pinhalzinho (próximo a Itararé (SP)) à estação de General Luz (RS). Tendo um traçado muito mais moderno e adequado em relação ao trecho da antiga Estrada de Ferro São Paulo-Rio Grande, reduziu o trajeto entre São Paulo e Porto Alegre em 734 km. A ferrovia possui 958 km de extensão, contendo 74 túneis e 50 pontes/viadutos, tendo raio mínimo de curva de 305 metros e rampa máxima de 1,5%. 
A ferrovia foi toda construída em bitola métrica, estando adaptada para receber a bitola larga de 1600 mm no futuro.

## História
A ferrovia começou a ser projetada na década de 1930 como alternativa a ferrovia São Paulo — Rio Grande, pois apesar de ser um corredor importantíssimo para a economia sulista na primeira metade do Século XX, tinha péssimas características técnicas, devido ao seu traçado antigo e extremamente sinuoso. A inauguração do último trecho asfaltado da rodovia BR-116, em Janeiro de 1961, fez com que quase todas as cargas da estrada de ferro passassem a utilizar a rodovia para escoar sua produção até os Estados de São Paulo e Rio de Janeiro.
Entre os anos de 1963 e 1965, foi inaugurado o trecho entre as cidades de Mafra e Lages (SC). Entre os anos de 1967 e 1969, foram entregues os trechos ligando Lages (SC) a Roca Sales (RS). A construção do Trecho Sul exigiu um grande esforço de engenharia, visto que apresenta o relevo bastante ondulado, com muita diferença de altitude ao longo do percurso. O percurso possui 74 túneis. O trecho que atravessa o estado de Santa Catarina apresenta altitudes superiores a 1200 m próximo a Santa Cecília e apresenta 37 túneis. No estado do Rio Grande do Sul são outros 37 túneis, sendo o primeiro o Túnel 38, próximo ao Rio Pelotas e o último o Túnel 74, próximo à Estação de Roca Sales, onde a Ferrovia do Trigo interliga-se ao Tronco Principal Sul. De Roca Sales a ferrovia segue até seu ponto final na Estação General Luz, onde se entronca com a Linha Porto Alegre-Uruguaiana, na Região Metropolitana de Porto Alegre.

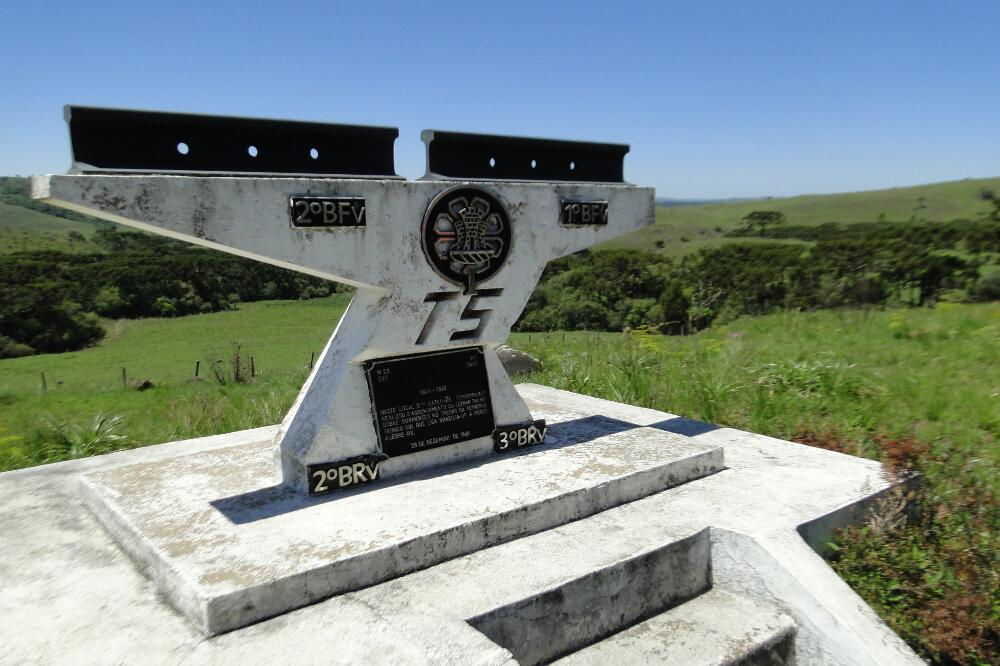
(Lages - SC, 15/10/2020) Monumento histórico, localizado a 36 quilômetros ao sul de Lages, e que foi colocado onde a última barra de aço da Ferrovia Tronco Principal Sul foi inserida, no KM 349, no ano de 1968, por ocasião da inauguração do TPS.

Coube ao Exército Brasileiro a construção dos 630 km entre Mafra (SC) e Roca Sales (RS), por meio dos então batalhões de Engenharia: 1º Batalhão Ferroviário (1º BFv), na época situado em Bento Gonçalves (RS); 3º Batalhão Rodoviário (3º BRv), sediado em Vacaria (RS); 2º Batalhão Rodoviário (2º BRv), sediado em Lajes (SC) e o 2º Batalhão Ferroviário (2º BFv), que tinha sede em Rio Negro (PR). Em 1965, o 2º Batalhão Ferroviário (2º BFv) — conhecido com "Batalhão Mauá" por identificar-se com o pioneirismo de Irineu Evangelista de Souza — foi transferido para Araguari (MG), com a missão de integrar a Capital Federal ao sistema ferroviário nacional.
Em 1975, foi construída pela RFFSA a nova linha que liga Pinhalzinho (SP) até Ponta Grossa (PR), na estação de Uvaranas, como parte do Tronco Principal Sul. Essa variante na prática "matou" o trecho da antiga linha entre Itapeva, Itararé e Jaguariaíva (originalmente parte da Sorocabana e parte da RVPSC), por ser uma opção de traçado moderno, mais curta e rápida para Ponta Grossa, ao invés de se usar a antiga passagem.

## Traçado
| Trecho                               | Data de inauguração | Comprimento (km) | Comprimento desde Pinhalzinho (km) | Inicio das obras | Observações e Conexões |
| ------------------------------------ | ------------------- | ---------------- | ---------------------------------- | ---------------- | --- |
| Pinhalzinho (SP) - Ponta Grossa (PR) | 1975                | 126              | 126                                | ?                | Inicia na divisa dos estados de São Paulo e Paraná, no fim da antiga Malha Paulista.                                                      |
| Ponta Grossa (PR) - Engº Bley (PR)   | 1895                | 80               | 206                                | 1891             | Parte da Linha Tronco (Estrada de Ferro Paraná) - (EF-277).                                                                               |
| Engº Bley (PR) - Mafra (SC)          | 1964                | 64               | 270                                | 1940             | Trecho do Ramal de Rio Negro, da antiga Estrada de Ferro Paraná.                                                                          |
| Mafra (SC) - Lages (SC)              | 1965                | 293              | 563                                | 1963             | Conexão com a Linha do São Francisco (EF-485), em Mafra (SC).                                                                             |
| Lages (SC) - General Luz (RS)        | 1967                | 395              | 958                                | 1965             | Conexão com a Ferrovia do Trigo (EF-491), em Roca Sales (RS) e conexão com a Linha Porto Alegre-Uruguaiana (EF-290), em General Luz (RS). |

## Trechos
A ferrovia é dividida em três trechos, em função da época de construção dos diferentes trechos:

### Trecho Norte
De construção mais recente na década de 1970 pela RFFSA, este trecho se inicia na divisa dos estados de São Paulo e Paraná, na Estação Pinhalzinho (SP) (24° 23′ 55″ S, 49° 15′ 00″ O), fim da antiga malha  paulista da Fepasa, e segue até a Estação Uvaranas (25° 05′ 00″ S, 50° 06′ 33″ O) na cidade de Ponta Grossa (PR). Este substituiu o trecho da antiga Estrada de Ferro São Paulo-Rio Grande que ligava Itararé (SP) (24° 07′ 10″ S, 49° 20′ 20″ O) a Ponta Grossa.

### Trecho Central
Liga a Estação Uvaranas, em Ponta Grossa (PR) e a estação de Mafra (SC). Este trecho é sobreposição com outras duas ferrovias cuja construção remonta ao início do Século XX:
- Parte da Linha Tronco da antiga EF Paraná- entre Ponta Grossa e a Estação Engenheiro Bley (25° 37′ 00″ S, 49° 43′ 30″ O)
- O Ramal de Rio Negro - entre a Estação Engenheiro Bley e Mafra[5].
- Um pequeno trecho da Linha do São Francisco em Mafra entre a junção do Ramal de Rio Negro e o início do Trecho Sul (26° 06′ 46″ S, 49° 48′ 05″ O).

### Trecho Sul

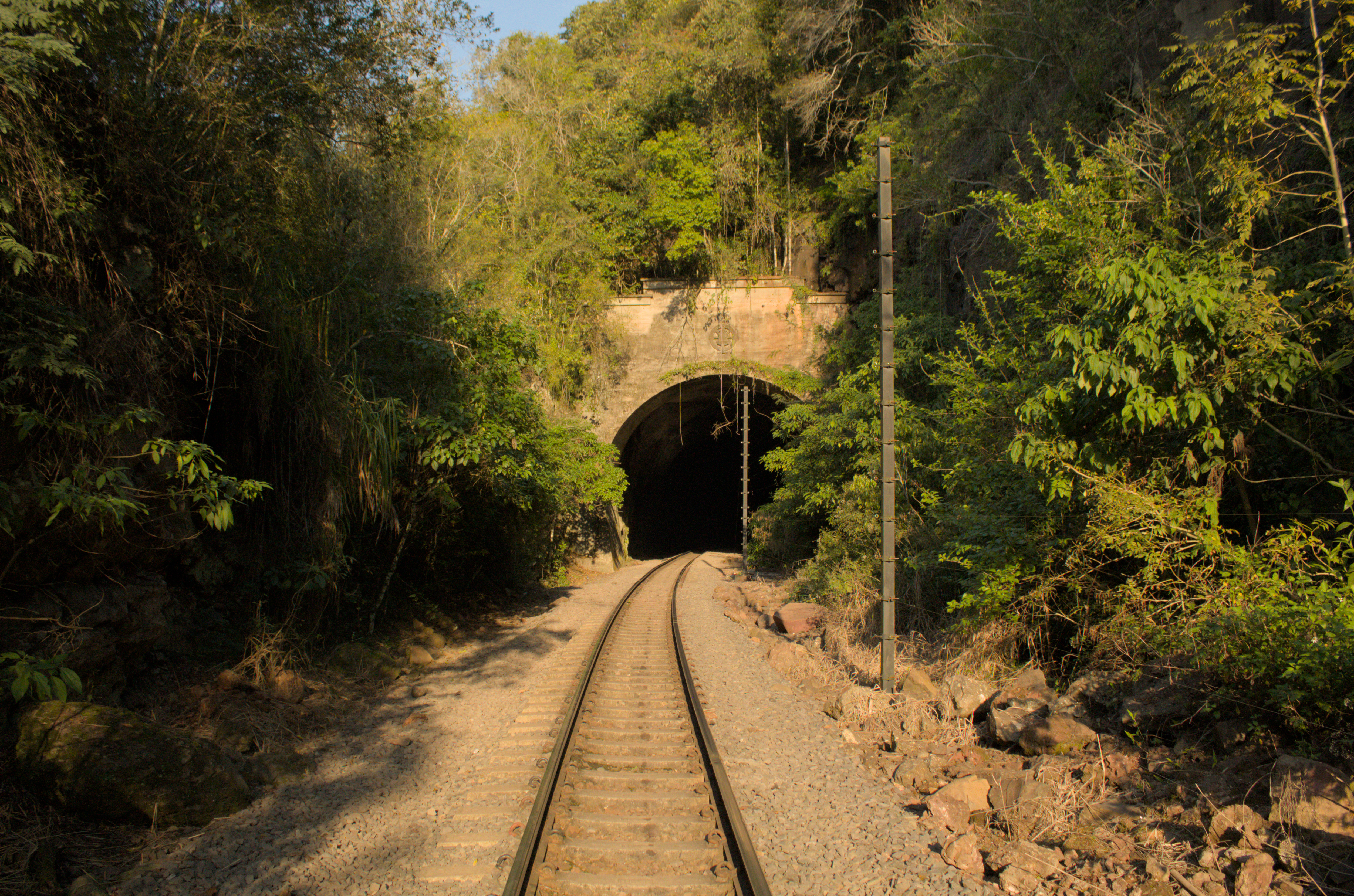
Túnel no Trecho Sul, próximo à Estação Jaboticaba (desativada) e ao Rio das Antas, no Rio Grande do Sul.

Compreende o trecho que num sentido estrito constitui-se o Tronco Principal Sul, visto que: possui sequência quilométrica iniciando em zero na Estação de Mafra (SC) — não substitui trechos paralelos a este, previamente existentes — e finaliza na estação de General Luz (RS) (29° 54′ 05,2″ S, 51° 23′ 05,9″ O), conexão com a Linha Porto Alegre-Uruguaiana.